# Хирю (авианосец)
«Хирю» (яп. 飛龍 хирию:, Летящий дракон) — японский авианосец.
Проектировался как улучшенный аналог более раннего авианосца «Сорю», изначально имея усиленную конструкцию корпуса, возросшую толщину брони, увеличенный запас топлива, модернизированное авиационное вооружение и МЗА. Его постройка финансировалась в рамках 2-й программы пополнения флота и была осуществлена Арсеналом флота в Йокосуке в 1936—1939 годах.
В составе 2-й дивизии авианосцев «Хирю» участвовал в второй японо-китайской войне, захвате Индокитая и боях на Тихоокеанском театре Второй мировой войны—ударам по Пёрл-Харбору и Дарвину, рейде в Индийский океан. В ходе сражение у атолла Мидуэй 4 июня 1942 года его самолёты смогли повредить американский авианосец «Йорктаун». Однако вечером того же дня корабль был поражён четырьмя 1000-фунтовыми бомбами американских пикировщиков, после борьбы за живучесть был оставлен большей частью команды и добит двумя торпедами с эсминца «Макигумо», затонул только утром 5 июня.

## Проектирование и постройка

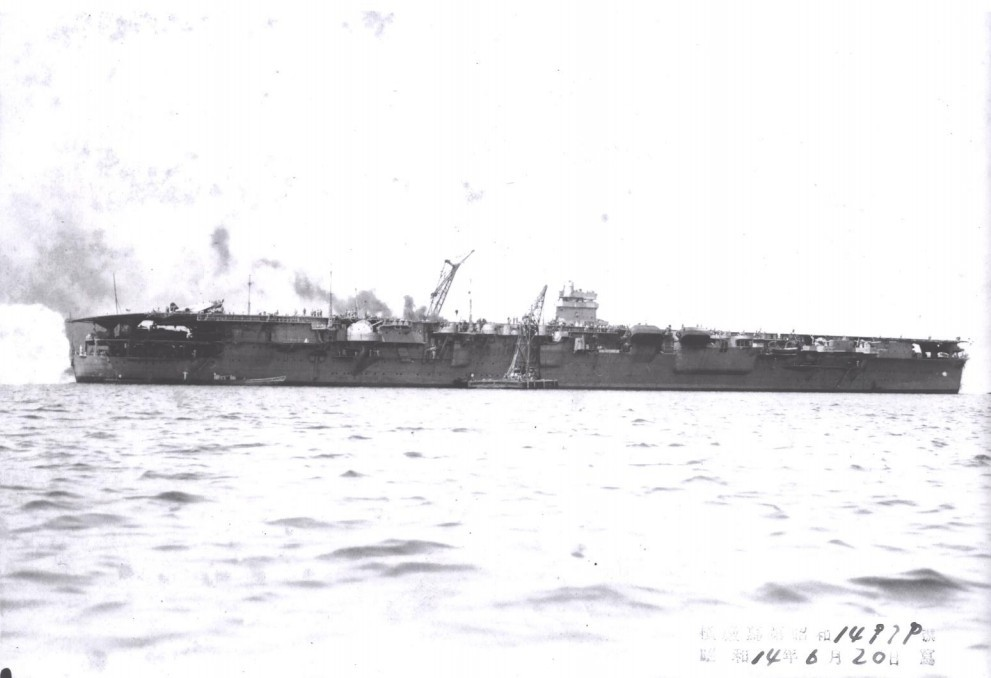
«Хирю» в ходе достройки на плаву. Йокосука, 20 июня 1939 года.

Вторая программа пополнения флота (утверждена японским парламентом 20 марта 1934 года) предусматривала постройку двух авианосцев стандартным водоизмещением 10 050 тонн. Изначально они должны были быть однотипными и имели одинаковую стоимость по 42 млн иен. Однако из-за общей авральности проектирования первого корабля («Сорю») и выявленных его недостатков второй было решено строить не по исходному проекту G-9, а по улучшенному проекту G-10. К концепции авианосца-крейсера более вернуться не пытались, хотя водоизмещение это позволяло.
Проект G-10 по сравнению с G-9 предусматривал усиленную конструкцию корпуса с подросшей толщиной броневых плит в отдельных местах, увеличен был и запас топлива. В совокупности это привело к росту водоизмещения, но он был небольшим и серьёзного влияния на характеристики корабля не оказал. Мореходность и остойчивость в новом проекте были улучшены, установлено рулевое устройство другого типа. Также было модернизировано авиационное оборудование, выросло число 25-мм автоматов.
Получивший название «Хирю» («Летящий дракон») авианосец был заложен на стапеле Арсенала флота в Йокосуке 8 июля 1936 года. Ранее эта верфь в числе прочего занималась достройкой первого японского авианосца — «Хосё». На воду корабль был спущен 16 ноября 1937 года, а флоту был передан 5 июля 1939 года. Его стапельный период был длиннее, чем у «Сорю», а период достройки на плаве — наоборот, короче, с почти одинаковым общим сроком постройки, равном примерно 3 годам.

## Конструкция

### Корпус и компоновка
По обводам корпуса и его компоновке «Хирю» в целом повторял «Сорю». Главными внешними отличиями были перенос островной надстройки на левый борт и ближе к миделю, возросшая на одну палубу высота надводного борта в носу, иное расположение 127-мм установок. Соотношение длины к ширине в 10,114 было несколько меньшее, чем у «Сорю» (10,425), что привело к незначительному снижению скорости хода. Особенностью корпуса «Хирю» была его асимметрия — в центральной части с левого борта он расширялся, для компенсации веса дымоходов и дымовых труб.
Как и на «Сорю», межшпангоутное расстояние (шпация) было сравнительно большим и составляло 1,2 м в центральной части корпуса и 0,9 м в оконечностях, но по соображениям увеличения прочности у форштевня и ахтерштевня было уменьшено до 0,6 м. «Хирю» также имел восемь палуб, но расстояние между ними для улучшения остойчивости было уменьшено. В результате высота надводного борта в носу возросла только на 1 м до 9 м (при добавленной палубе), в корме — на 0,4 м, а высота лётной палубы даже уменьшилась с 12,88 до 12,57 м.
Распределение веса элементов на испытания выглядело следующим образом:
|                                                            | Масса, т            | В процентах            |
| ---------------------------------------------------------- | ------------------- | ---------------------- |
| Корпус                                                     | 9050,0              | 44,69 %                |
| Броневая защита                                            | 1600,0              | 7,90 %                 |
| Защитный настил                                            | 165,0               | 0,81 %                 |
| Корабельное снаряжение                                     | 1350,0              | 6,67 %                 |
| Комплектное оборудование (фиксированное и нефиксированное) | 742,0 (275,0+467,0) | 3,66 % (1,36+2,30 %)   |
| Артиллерийское вооружение                                  | 482,60              | 2,38 %                 |
| Минно-торпедное вооружение                                 | 97,90               | 0,48 %                 |
| Штурманское и оптическое вооружение                        | 13,80               | 0,07 %                 |
| Электрооборудование                                        | 474,80              | 2,34 %                 |
| Средства радиосвязи                                        | 28,50               | 0,14 %                 |
| Авиационное вооружение                                     | 657,80              | 3,25 %                 |
| Энергетическая установка                                   | 2589,40             | 12,79 %                |
| Топливо (тяжёлое+лёгкое)                                   | 2747,0 (2500+247)   | 13,57 % (12,35+1,22 %) |
| Смазочные масла (для ЭУ и самолётов)                       | 58,0 (34+24)        | 0,29 % (0,17+0,12 %)   |
| Резерв водоизмещения                                       | 93,2                | 0,46 %                 |
| Водоизмещение на испытаниях                                | 20 250,0            | 100 %                  |

Островная надстройка «Хирю» по сравнению с надстройкой «Сорю» была заметно увеличена, получив дополнительный ярус — верхний мостик. Также она была перенесена с правого на левый борт и смещена к миделю корабля. На этом настоял штаб авиации флота, руководствовавшийся двумя соображениями. Во-первых, из-за возросшей длины разбега новых палубных самолётов выстраиваться для взлёта они должны были с середины лётной палубы, за расположенной в её передней трети островной надстройкой. Соответственно, они оказывались в зоне создаваемой надстройкой турбулентности, которая мешала их взлёту в силу их низкой взлётной скорости. Во-вторых, новые аэрофинишеры позволили сделать пробег самолёта по палубе меньшим, чем разбег, и среднее положение надстройки стало идеальным с точки зрения управления взлётно-посадочными операциями. Также её положение на левом борту вместе с асимметричным корпусом хорошо компенсировали вес дымовых труб с правого борта.
На практике, однако, такое расположение надстройки оказалось очень неудобным. Первым её получил авианосец «Акаги» в ходе модернизации в 1935—1938 годах, и на нём было быстро выявлено наличии нежелательной турбулентности, мешавшей проведению посадок и вызывавшей нарекания лётного состава. После обсуждений с участием строевых лётчиков наилучшим было признано расположение островной надстройки как на «Сорю». Постройка «Хирю» к тому времени уже ушла слишком далеко, чтобы эту проблему можно было исправить. Однако на последующем типе «Сёкаку», где изначально планировалось разместить надстройку также, как на «Хирю», её положение изменили.
В пяти ярусах надстройки «Хирю» находились следующие помещения и посты:
- Самый нижний ярус, находившийся на уровне лётной палубы, включал в себя походные каюты флагмана, командира корабля и командира штурманской БЧ, пост внутрикорабельной телефонной связи, метеорологическую рубку и кладовую сигнальных флагов;
- Следующий ярус представлял собой нижний мостик. Внутри него находилась штурманская (совмещённую с оперативной) рубка и кладовая морских карт. На открытых платформах спереди и сзади него находились четыре манипуляторные колонки боевых прожекторов с 12-см зенитными бинокулярами. Передняя платформа также выполняла роль запасного КП взлётно-посадочных операций в случае захода на посадку в противоположном нормальному направлении — с носа на корму;
- Ярус выше представлял собой верхний мостик. Там размещались рулевая рубка, 1-й радиопеленгаторный пост, 3-й радиотелефонный пост и кладовая штурманской БЧ. На небольшой площадке по правому борту яруса был установлен 60-см сигнальный прожектор;
- Следующим ярусом был компасный мостик. На нём были размещены ходовая рубка с главным путевым компасом, двумя 18-см и двумя 12-см бинокуляра наблюдения за надводной обстановкой и пост передачи приказов. В кормовой части яруса находился открытый КП взлётно-посадочных операций с двумя 12-см зенитными бинокулярами. В боковых иллюминаторах ходовой рубки, рядом с которыми были установлена 18-см бинокуляры, стёкла были сделаны опускающимися. Перед мостиком имелся узкий балкон, на который вели пара люков в угловых переборках рубки;
- Самый верхний ярус представлял собой командный пункт ПВО. На нём находились оборудованные 8-см и 12-см зенитными бинокулярами посты наблюдения за воздушной и надводной обстановкой, управляющих зенитным огнём левого и правого борта офицеров и командиры непосредственной обороны, пост управления зенитным огнём с СУАЗО тип 94, штурманский дальномер с 1,5-метровой базой и 60-см сигнальный прожектор. Открытый мостик при необходимости мог быть закрыт брезентовым тентом, натягивающимся на лёгкие разборные стойки. Именно на «Хирю» облик КП ПВО японских авианосцев с островной надстройкой сложился окончательно[6].

На обращённом к лётной палубе борту надстройки была закреплена большая чёрная доска. Мелом на ней записывали последнюю информацию для экипажей самолётов, уже занявших места в кабинах, непосредственно перед взлётом. Позади надстройки была установлена лёгкая треногая сигнальная мачта.
На случай вывода из строя основных постов управления был предусмотрен запасной ходовой мостик (с довольно скромным оснащением), расположенный с правого борта на уровне палубы зенитных орудий и автоматов, рядом с носовым самолётоподъёмником.
Штурманское вооружение «Хирю» включало в себя один главный гирокомпас типа Сперри модель 5 2-й модификации, пять магнитных компасов, один эхолот тип 90 модель 2 1-й модификации, один лаг, один курсограф типа Аншютц и один автоматический анемометр. Оптическое вооружение, помимо установленных в островной надстройке приборов, включало также четыре 12-см бинокуляра на постах наблюдения за водной поверхностью — наблюдатели на них должны были обнаруживать перископы подводных лодок и следы торпед.
Радиооборудование авианосца включало 10 передатчиков (из которых 5 ДВ-диапазона, 1 ДВ-КВ и 4 КВ), 18 приёмников (из которых 16 ДВ-КВ-диапазона и 2 КВ), 15 радиостанций для радиотелефонной связи (из которых 4 СВ-диапазона, 2 КВ, 9 УКВ), 3 контрольных генератора, комплект антенных эквивалентов и рефлектометров, 4 длинноволновых радиопеленгатора, 4 шифровальные машинки тип 97. Для растяжки антенн «Хирю», как и другие японские авианосцы, имел две пары антенных мачт в кормовой части. Чтобы не препятствовать посадке самолётов, мачты могли заваливаться параллельно поверхности воды, для чего было предусмотрено их крепление на шарнирах и электропривод, позволяющий осуществить завал мачты за 1 минуту (вручную эта операция занимала 12 минут). В вертикальном положении мачта фиксировалась стопором на кромке лётной палубы, в горизонтальном — опиралась на специальный фундамент, также она могла быть удержана в промежуточных положения (30° и 60° от вертикали). Другие антенны натягивались на четырёх парах (по две с каждого борта) неподвижных выстрелов, расположенных в носовой и средней части корабля на уровне палубы зенитных орудий и автоматов.
Суммарно авианосец нёс на борту 11 плавсредств. Из них два 9-метровых гребных спасательных катера размещались на заваливающихся шлюпбалках на уровне палубы зенитных орудий и автоматов (катер левого борта слева от островной надстройки, катер правого борта — справа от носового самолётоподъёмника). Все остальные, а именно три 12-м моторных катера, два 13-м грузовых катеров специального типа (десантных), один 8-м и два 12-м моторных баркасов и 6-м рабочая шлюпка, находились на кильблоках в кормовой части самой верхней палубы, под свесом лётной палубы, а также палубой ниже. Рабочая шлюпка поднималась и опускалась отдельной шлюпбалкой. Для других же использовалась два поперечных тельфера — проложенных под свесом лётной палубы от борта до борта рельсов, по которым перемещались тележки с электрическими грузовыми лебёдками. Эта система была проста и эффективна, экономя пространство и вес за счёт обслуживания большей части плавсредств, косвенно позволила увеличить ширину ангаров (обычно шлюпки располагались по бортам) и имела меньшую чувствительность к крену корабля Для противолодочного патрулирования якорной стоянки моторные катера вооружались глубинными бомбами тип 91 модель 1 1-й модификации (суммарный боекомплект — 6 штук). Для защиты от мин на авианосце также имелись две пары средних параванов модели 1 1-й модификации. Хранились они на площадках под 127-мм орудиями № 3 и № 4, их постановка и уборка производилась с помощью кран-балок, расположенным там же.
Метацентрическая высота авианосца на испытаниях составила 1,81 м, диапазон положительной остойчивости — 109,6°, возвышение центра тяжести над ватерлинией — 0,43 м. Для снижения размахов бортовой качки имелись боковые кили длиной 75,42 м и равномерной шириной 1,8 м.
Якорное устройство авианосца состояло из суммарно четырёх якорей: двух 7,48-тонных становых, одного 2,65-тонного кормового стоп-анкера и одного 0,51-тонного верпа, а также трёх электрических шпилей для их подъёма, два из которых находились на баке и один на юте.
«Хирю» окрашивался в соответствии с общими правилами окраски, принятыми для кораблей ЯИФ. Надводный борт, надстройки, металлические палубы, 127-мм установки покрывались тёмно-шаровой краской («гункан иро»). Ватерлиния и верхушки мачт были окрашены в чёрный цвет, подводная часть корпуса — в тёмно-красный. 25-мм автоматы, деревянный настил палубы и парусиновые обвесы и кожухи не окрашивались и сохраняли свои естественные цвета. На форштевне корабля устанавливалась императорская печать — золотая шестнадцатилепестковая хризантема. Кормовое название писалось по обеим сторонам ахтерштевня хираганой белой краской.

### Броневая защита
По броневой защите «Хирю» был близок к «Сорю», но толщина плит на отдельных участках была увеличена. Она также рассчитывалась исходя из необходимости защиты энергетической установки и цистерн авиабензина от огня эсминцев, а погребов боезапаса — от попаданий 203-мм снарядов с тяжёлых крейсеров противника.
Тонкий главный броневой пояс из 46-мм плит CNC прикрывал район котельных и машинных отделений (между 99 и 167 шпангоутами). Погреба же были защищены сильно и по той же схеме, что на крейсерах типа «Могами» — внутренним (с наклоном верхней кромкой наружу) поясом из плит NVNC максимальной толщиной 140 мм, сужающимся к нижней кромке до 50 мм. Нижняя его часть также выполняла роль противоторпедной переборки.
Сверху энергетическую установку прикрывала броневая нижняя палуба из 25-мм листов стали типа D. На большей части её площади она была плоской, однако над котельными отделениями правого борта имела наклон вверх, соединяясь в итоге со средней палубой — из-за необходимости пропустить под ней дымоходы от котлов левого борта к трубам. Погреба же защищала броневая самая нижняя палуба из плит CNC толщиной 56 мм.
Цистерны авиабензина (носовые находились между 55 и 72 шпангоутами, кормовые — между 180 и 203) защищались теми же внутренним броневым поясом и броневой самой нижней палубой, что и погреба боезапаса, но с меньшей толщиной плит. Броневую защиту имели румпельные отделения и отделения рулевых машин, но точная толщина составлявших её плит неизвестна. Дымоходы котлов имели внутри тонкие броневые колосники там, где они проходили через броневую палубу. Наконец, под погребами боезапаса и цистернами авиабензина находилось бронированное двойное дно, замыкавшее защищавшие их броневые коробки из поясной и палубной брони.
Конструктивная подводная защита (КПЗ) «Хирю» практически полностью повторяла КПЗ «Сорю», только её глубина из-за возросшей на метр ширины корпуса была немного увеличена. В районе машинных и котельных отделений она была сравнительно лёгкой и была представлена двойным бортом и обычной продольной переборкой. Пространство между ними было поделено платформами на отсеки, использовавшиеся в качестве топливных цистерн. На трюмной палубе коридоры кабельных трасс отделялись дополнительной переборкой. В целом такая конструкция явно не рассчитывалась на сопротивление взрыву торпеды, для защиты этой части корпуса конструкторы полагались на развитое деление на отсеки. В районе же погребов боезапаса и цистерн авиабензина роль КПЗ выполняли нижняя часть броневого пояса и бронированное двойное дно.

### Энергетическая установка

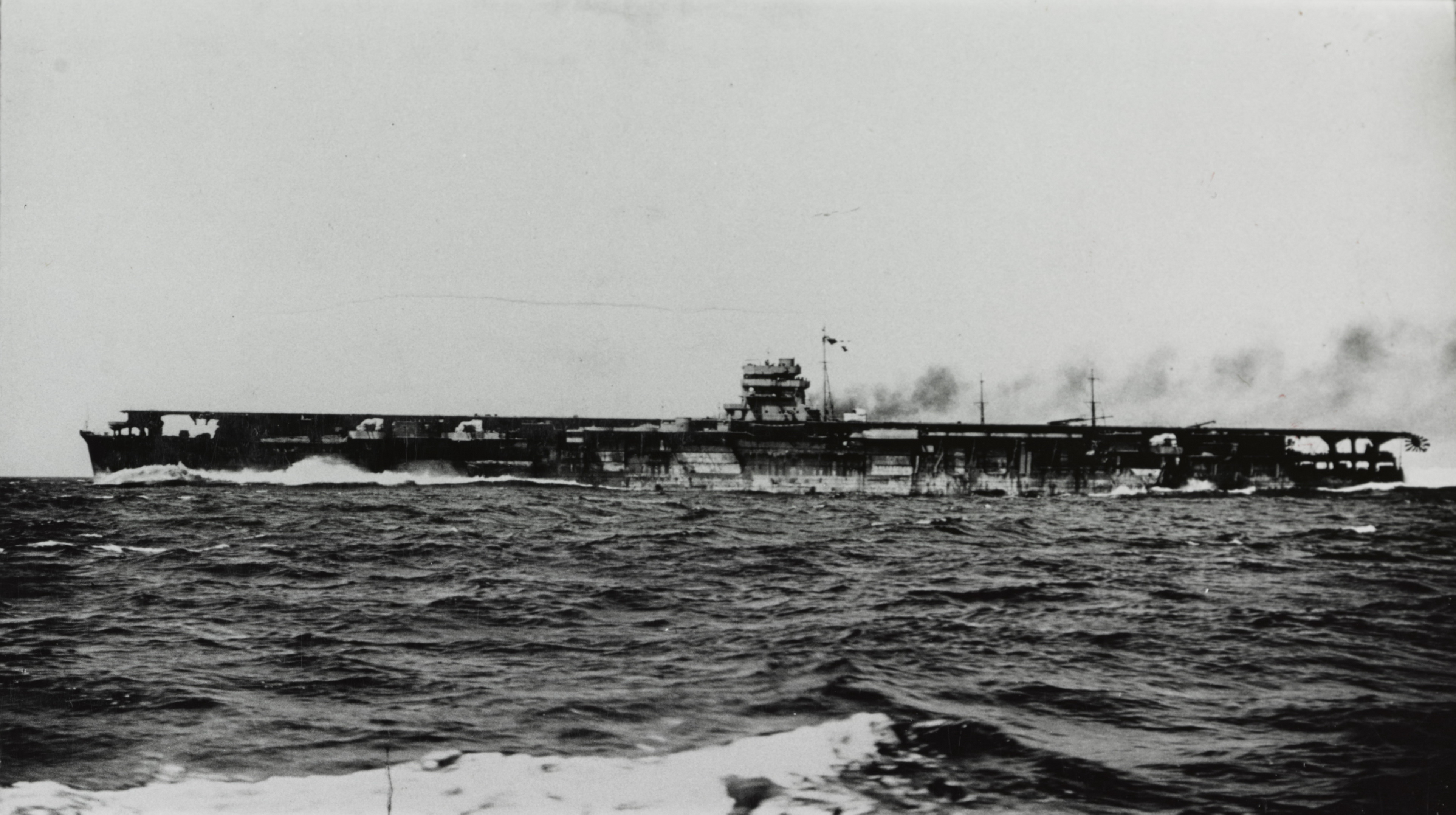
«Хирю» на ходовых испытаниях 28 апреля 1939 года.

На авианосце была установлена четырёхвальная паротурбинная установка мощностью 152 000 л. с. (111,8 МВт). Входившие в её состав турбозубчатые агрегаты и котлы были идентичны находившимся на тяжёлых крейсерах типа «Могами» (вторая пара — «Судзуя» и «Кумано») и «Тонэ» («Тонэ» и «Тикума»). Как и на последних, носовые ТЗА вращали внутренние валы, а кормовые — внешние. Максимальная проектная скорость — 34 узла, удельная мощность — 65,21 л. с. на тонну.
«Хирю» имел 4 турбозубчатых агрегата мощностью по 38 000 л. с. (27,95 МВт), размещавшихся в четырёх машинных отделениях, разделённых продольной и поперечной переборками. Каждый из агрегатов включал в себя активные турбины высокого (12 410 л. с. при 2613 об/мин), среднего (12 340 л. с. при 2613 об/мин) и низкого давления (13 250 л. с. при 2291 об/мин). ТВД и ТСД были однопоточными, ТНД — двухпоточной. Через 39,5-тонный редуктор с геликоидной передачей (одна центральная шестерня и три ведущие шестерни от турбин, передаточные числа от 6,74 до 7,68) они вращали вал гребного винта. Передняя пара ТЗА работала на внутренние валы, задняя пара — на внешние. Материал роторов турбин — закалённая сталь, лопаток — нержавеющая сталь B.
В корпусах турбин низкого давления (ТНД) находились турбины заднего хода общей мощностью 40 000 л. с. (по 10 000 л. с. каждая), вращая винты в направлении обратном к вращению винтов при переднем ходе. Для экономичного хода имелись две крейсерские турбины (мощностью по 2770 л. с. при 4796 об/мин) — по одной в составе передних ТЗА. Через отдельный редуктор (одна ведущая шестерня, передаточное число 4,457) каждая из них соединялась с турбиной среднего давления агрегата. Отработанный пар с турбины крейсерского хода (ТКХ) поступал на вторую ступень ТВД и далее на ТСД и ТНД, вместе они выдавали на валу 3750 л. с. (7500 суммарно) при 140 об/мин штатно и 5740 л. с. (11480 суммарно) при 165 об/мин при форсировке. Во всех режимах, кроме крейсерского, пар поступал прямо на первую ступень ТВД, для перехода между ними был предусмотрен поворотный механизм с 7,5-сильным электроприводом. Отработанный пар собирался в четырёх однопоточных конденсаторах типа «Унифлюкс» (по одному рядом с каждой ТНД), с общей охлаждаемой площадью в 5103,6 м².
Па́ром турбозубчатые агрегаты питали восемь водотрубных котлов типа «Кампон Ро Го» с нефтяным отоплением, с пароперегревателями и предварительным подогревом воздуха. Рабочее давление перегретого пара — 22,0 кгс/см² при температуре 300 °C. Котлы были установлены в восьми котельных отделениях, продукты сгорания от них выводились по дымоходам в две изогнутые наружу-назад и вниз дымовые трубы, находившиеся по правому борту за надстройкой. Трубы оснащались стандартной для японских авианосцев с их бортовым размещением системой охлаждения дыма душем из забортной воды. Также были предусмотрены съёмные крышки труб на случай сильного крена на правый борт при боевых или аварийных повреждениях, впервые появившиеся на «Рюдзё». В нормальном положении они были задраены, при крене же их следовало поднять для выпуска продуктов сгорания. Нормальный запас мазута составлял 2500 тонн, полный — 3750 тонн, проектная дальность во втором случае— 7670 морских миль 18-узловым ходом.
Авианосец имел четыре трёхлопастных гребных винта. За ними находился одиночный полубалансирный руль, имевший увеличенную по сравнению с рулями «Сорю» площадь. Однако и это рулевое устройство не устроило флот в силу избыточной чувствительности к углу перекладки. В дальнейшем на типе «Унрю» вернулись к паре балансирных рулей, как на «Сорю».
На ходовых испытаниях 28 апреля 1939 года при мощности машин 152 733 л. с. и водоизмещении 20 346 тонн «Хирю» развил скорость в 34,28 узлов. На повторных испытаниях в заливе Татэяма 21 июня 1939 года он достиг 34,59 узлов при мощности 152 730 л. с. и водоизмещении 20 165 тонн.

### Вооружение

#### Авиационное оборудование
«Хирю» имел сплошную лётную палубу длиной 216,9 м и высотой 12,57 м от ватерлинии. Ширина её составляла 16,0 м по носовому обрезу и 17,0 м — по кормовому. В средней части она была расширена с 26,0 до 27,0 м по требованию штаба авиации флота — именно такая величина была им определена как минимально необходимая для авианосца с островной надстройкой по результатам испытаний «Кага» после модернизации. Как и на «Сорю», палуба имела типичную к тому времени для японских кораблей этого типа сегментную конструкцию. Всего она составлялась из девяти сегментов, соединённых компенсационными стыками. Шесть из девяти сегментов (кроме двух носовых и кормового) общей длиной около 118 м обшивались деревянным настилом вдоль палубы. Их боковые кромки шириной около 1 м имели металлический настил с рифлением. Также по бокам и несколько ниже лётной палубы находились площадки дежурного технического состава, который обслуживал самолёты перед взлётом и после посадки. На этих же площадках размещались посты управлением аэрофинишеров и аварийных барьеров, посадочные прожектора, топливозаправочные колонки, и прочее оборудование. В средней части корабля лётная палуба слева и справа ограждалась самолётными спасательными сетями, представлявшими собой растянутые на подвижных стойках отдельные полотнища высотой около 2 м. В походном положении они находились горизонтально, при проведении посадок с помощью приподнимались примерно на 20° и должны были удержать выкатившийся за край палубы самолёт от падения за борт. По бокам сегментов палубы без деревянного настила и на её кормовом свесе стояли подобные узкие сети, предназначенные для защиты членов экипажа.
На палубе находилось и необходимое для проведения взлётно-посадочных операций оборудование. Девять аэрофинишёров типа арсенала Курэ модель 4 с 16-мм поперечными тросами размещались двумя неравными группами: два (№ 1 и 2) в носу, между ветроотбойным щитом и носовым самолётоподъёмником, остальные (№ 3-9) в кормовой половине, от передней кромки среднего самолётоподъёмника до задней кромки кормового. Принцип действия данного устройства состоял в преобразовании кинетической энергии садящегося самолёта в электрическую — концы поперечного троса наматывались на барабаны, которые при его натяжении начинали проворачиваться и вращать роторы электрогенераторов. Возникающая при этом электромагнитная индукция тормозила и барабаны с намотанным на них тросом, и цепляющий его самолёт. Поперечный трос просто лежал на палубе, поднимаясь при посадке над ней примерно на 35 см двумя стойками, имеющими электропривод. Каждый аэрофинишёр имел свой пост управления, находившийся в одной из площадок техсостава по краям лётной палубы. В центральной части палубы находились три аварийных барьера, каждый из которых представлял собой две стойки с тремя натянутыми стальными тросами (высота средней — 2,5 м), поднимающихся с помощью гидропривода. В самом носу находился четвёртый аварийный барьер упрощённой конструкции, имевший всего один трос. За ним находился ветрозащитный щит, состоявший из шести отдельных перфорированных сегментов с индивидуальным гидравлическим приводом каждый и предназначенный для защиты самолётов от ветрового напора, в нерабочем положении складывающийся в специальный паз палубы.
В носовой части лётной палубы находился рисунок в виде кисточки белого цвета. К его вершине была подведена паровая трубка, и стелющийся над нарисованными лучами пар играл роль указателя направления кажущегося ветра для экипажей взлетающих самолётов. Аналогичное устройство было размещено в центральной части лётной палубы для садящихся машин. Разметка палубы включала три параллельные белые линии (центральную и две боковые), образующие дорожку, которые должны были придерживаться лётчики при взлёте и посадке, и двойную белую «остановочную» линию — немного к носу от островной надстройки. Кормовой свес имел предупреждающую окраску из продольных красных и белых полос. Для идентификации авианосца с воздуха в кормовой части лётной палубы слева была нанесена буква катаканы ヒ (хи). В военное время к ней добавлялся знак опознавания «свой-чужой» — хиномару. На «Хирю» большой красный круг с белой каймой занимал участок лётной палубы в носу перед ветрозащитным щитом.
Светотехническое оборудование лётной палубы предназначалось для проведения полётов в тёмное время суток. В него входила дублирующая разметка лётной палубы: её осевая линия и носовая кромка были отмечены рядами белых огней, кормовая кромка — рядом красных огней. Дополнительные огни также отмечали боковые кромки палубы в носу и в корме. По краям лётной палубы были установлены посадочные прожектора заливающего света — освещавшие саму палубу, но не слепящие пилотов взлетающих или садящихся самолётов. Они представляли собой блок из шести белых ламп — по три лампы в двух горизонтальных рядах. Паровой указатель ветра (с рисунком в виде кисточки) также имел подсветку.
На авианосце имелась светотехническая система наведения самолётов на посадку. Она представляла собой две пары выстрелов с 1-КВт сигнальными огнями по бокам кормового подъёмника. Первая пара выстрелов имела по два красных огня, вторая, расположенная на 1 м ниже и 10-15 м вперёд к носу — по четыре зелёных. Сигнальные огни имели зеркальные отражатели и линзы, выдавая направленный и узкий поток света, а за счёт их взаимного положения угол визирования составлял 6-6,5° к горизонту. При заходе на посадку с оптимальной глиссадой лётчик должен был видеть зелёные и красные огни примерно на одном уровне и симметрично друг против друга. Если он видел красные огни над зелёными или наоборот — это говорило о положении самолёта ниже или выше требуемой траектории, разное количество видимых огней в правой и левой группах — свидетельствовало о боковом смещении самолёта. Видимость отдельных огней позволяла также оценивать расстояние до авианосца при заходе. Мощность светового потока от огней была достаточно велика, чтобы ей не были помехой дымка и лёгкий туман, обеспечивая посадку даже в сложных метеоусловиях. Система эта была изобретена капитан-лейтенантом Сёити Судзуки на авиабазе Касумигаура, изначально это были два щита зелёного и красного цвета, сориентированных так, чтобы давать угол визирования 4,5-5,5° к горизонту. Созданная для подготовки курсантов, система Судзуки оказалась настолько удачной, что уже в 1933 году её улучшенная версия с огнями была установлена на «Хосё» и затем стала стандартным оборудованием японских авианосцев. По сравнению с принятой в британском и американском флотах практикой наведения самолёта на глиссаду с помощью сигналов офицера управления посадкой она позволяла лётчику самому непрерывно и одновременно оценивать угол снижения самолёта, его боковое смещение относительно лётной палубы и удаление от корабля.
Для размещения авиагруппы «Хирю» (как и «Сорю») имел три полностью закрытых двухъярусных ангара (№ 1-3, нумерация шла от носа к корме), отделённых друг от друга шахтами самолётоподъёмников. Нижние ярусы ангаров находились на средней палубе и имели общую длину 142,4 м при высоте 4,2 м (два межпалубных пространства) и максимальной ширине 16,0 м. Конструктивно они были встроены в корпус корабля. Наоборот, находившиеся выше на самой верхней палубе верхние ярусы представляли собой надстройку лёгкой конструкции из отдельных блоков с компенсационными стыками. При длине 171,3 м, высоте 4,6 м и максимальной ширине 23,0 м они были больше по объёму нижних. Помимо операционнопригодных, в ангарах хранились и запасные самолёты в полуразобранном состоянии. Их фюзеляжи размещались вдоль переборок, консоли крыльев — на стеллажах слева от шахт носового и среднего подъёмников (в верхних ярусах ангаров), двигатели — в кладовых вокруг шахты кормового подъёмника. Для проверки работы последних открытая площадка на самой верхней палубе (слева от шахты кормового подъёмника). Двигатели поднимались туда из кладовых с помощью тельферов. Запасные пропеллеры и подвесные топливные баки истребителей крепились на переборках ангаров. В носу (где ангар № 1 занимал пространство от борта до борта) и корме (до шахты кормового подъёмника) ангары со внешней стороны обрамлялись переходными галереями. Это решение было сделано как по соображениям экономии места в ангарах, так и для возможности перемещения членов экипажа в обход кормовых секций ангаров в случае возникновения в них аварийной ситуации. Настил носовых галерей в силу подверженности заливанию решётчатым, настил кормовых галерей — сплошным (рифлёным с левого борта и покрытым песочной обмазкой с правого).
Для подъёма самолётов из ангаров использовались три самолётоподъёмника с размерами платформ 13,0 на 16,0 м (носовая), 13,0 на 12,0 м (средняя) и 11,8 на 13,0 м (кормовая). Все платформы имели прямоугольную форму со скруглёнными краями. Большая ширина носовой платформы была обусловлена стремлением ускорить взлётно-посадочные операции — на ней могла подниматься и спускаться сразу пара самолётов. Шахты самолётоподъёмников были смещены от диаметральной плоскости к правому борту и имели внутри стойки-направляющие. По ним перемещались платформы с помощью четырёх пар тросов, навитых на два барабана и приводимых в действие электродвигателем на дне каждой шахты. Противовесы проходили между стойками-направляющими, для фиксации платформ в верхней положении использовались стопора. В ангарах шахты подъёмников отделялись огнезащитными шторками. Для погрузки и выгрузки самолётов использовался кран грузоподъёмностью 4000 кг, расположенный в кормовой части лётной палубы с правого борта и укладывающийся в походном положении в специальный вырез.
Девять цистерн авиабензина были сосредоточены двумя группами в носу (пять) и в корме (четыре). Нормальная их вместимость составляла 240 тонн, полная — 360. Со всех сторон они были отгорожены от конструкций корпуса узкими коффердамами, заполняемыми при необходимости углекислым газом (как и помещения бензонасосов, топливная система, пространство в цистернах над поверхностью бензина).
Погреба авиационных боеприпасов располагались в оконечностях корабля, между энергетической установкой и артиллерийскими погребами и под бронированной самой нижней палубой. Подача бомб и торпед из них до самолётов производилась по двум элеваторам (носовой имел увеличенную платформу). Штатно в погребах размещались 27 авиаторпед тип 91 (максимально — 36 на стеллажах в погребе и ещё несколько на стеллажах в торпедной мастерской). Для подготовки торпед в торпедной мастерской имелись шесть воздушных компрессоров тип Кампон модель 3 1-й модификации и двенадцать баллонов высокого давления модель 2 1-й модификации.

#### Авиагруппа
В отличие от «Сорю», «Хирю» изначально проектировался, исходя из базирования на нём новейшей авиатехники. По проекту на нём планировалось разместить 12 истребителей (плюс 4 запасных) тип 96 (Мицубиси A5M), 27 палубных бомбардировщиков (плюс 9 запасных) тип 96 (Айти D1A2), 9 ударных самолётов (плюс 3 запасных) тип 97 (Накадзима B5N) и 9 разведывательных самолётов тип 97 (Накадзима C3N-1). Всего 73 машины — 57 операционнопригодных и 16 запасных. К моменту вступления «Хирю» в строй из-за отказа от принятия на вооружение разведывательного самолёта тип 97 они были заменены тем же числом ударных самолётов тип 97. Тем не менее, командование японского флота не смирилось с отсутствием C3N-1 и эти 9 B5N2 было решено использовать в первую очередь для ведения воздушной разведки. В результате, в 1939 году штатные составы авиагрупп «Хирю» и «Сорю» оказались идентичными.
«Нормы снабжения самолётами кораблей и судов» 1941 года установили новый штатный состав, адаптированный теперь для самолётов новых типов. Согласно им на «Хирю» должны были базироваться 12 истребителей (плюс 3 запасных) тип 0 (Мицубиси A6M), 27 палубных бомбардировщиков (плюс 3 запасных) тип 99 (Айти D3A1) и 18 ударных самолётов (плюс 1 запасной) тип 97 (Накадзима B5N2). Всего 64 машины: 57 операционнопригодных и 7 запасных. Перед началом Тихоокеанской войны состав авиагруппы был ещё раз пересмотрен, и эти штаты стали последними официальными. Согласно им на авианосце базировалось 18 истребителей тип 0, 18 палубных бомбардировщиков тип 99 и 18 ударных самолётов тип 97, плюс по 3 запасных самолёта каждого типа. Всего 63 машины, в том числе 54 операционнопригодные и 9 запасных. Де-факто нехватка авиатехники в ходе войны привела к постепенному отказу от запасных самолётов — в последний поход «Хирю» отправился, имея на борту 18 A6M2 (плюс 3 A6M2 6-й АГ), 18 D3A1 и 18 B5N2.
Базировавшиеся на авианосце самолёты имели стандартный идентификационный номер на вертикальном оперении, состоявший из буквы (латиницы или катаканы, код конкретной АГ) и трёхзначной цифры (начинавшейся на 1 — код истребителя, на 2 — бомбардировщика, на 3 — ударного самолёта). АГ «Хирю» изначально имела код в виде буквы катаканы ヘ («хэ»), по некоторым данным, затем сменённым на латинскую Q. С ноября 1940 года код стал буквенно-цифровым, буква в нём обозначала ДАВ, а римская цифра — номер корабля в дивизии. Соответственно, самолёты «Хирю» как второго авианосца 2-й ДАВ стали маркироваться как QII. В апреле 1941 года у всех ДАВ кодовые буквы были приведены в соответствие с их порядковым номером, для обозначения АГ конкретного корабля в дивизии вокруг хиномару на самолётах стали рисовать также один или два цветных кольца (у 2-й ДАВ они были светло-синими). «Хирю» получил код BII, в мае 1942 года в связи с переносом Ямагути флага с «Сорю» он был изменён на BI.
| Таблица ТТХ базировавшихся на «Сорю» палубных самолётов | Таблица ТТХ базировавшихся на «Сорю» палубных самолётов | Таблица ТТХ базировавшихся на «Сорю» палубных самолётов | Таблица ТТХ базировавшихся на «Сорю» палубных самолётов | Таблица ТТХ базировавшихся на «Сорю» палубных самолётов | Таблица ТТХ базировавшихся на «Сорю» палубных самолётов | Таблица ТТХ базировавшихся на «Сорю» палубных самолётов | Таблица ТТХ базировавшихся на «Сорю» палубных самолётов | Таблица ТТХ базировавшихся на «Сорю» палубных самолётов | Таблица ТТХ базировавшихся на «Сорю» палубных самолётов |
|                                                         | Экипаж                                                  | Мощность двигателя                                      | Вооружение                                              | Размеры (размах крыльев, длина, высота)                 | Вес (пустого/взлётный)                                  | Скорость (максимальная/ крейсерская)                    | Скороподъёмность                                        | Практический потолок                                    | Дальность/продолжительность полёта                      |
| Истребители корабельного базирования                    | Истребители корабельного базирования                    | Истребители корабельного базирования                    | Истребители корабельного базирования                    | Истребители корабельного базирования                    | Истребители корабельного базирования                    | Истребители корабельного базирования                    | Истребители корабельного базирования                    | Истребители корабельного базирования                    | Истребители корабельного базирования                    |
| ------------------------------------------------------- | ------------------------------------------------------- | ------------------------------------------------------- | ------------------------------------------------------- | ------------------------------------------------------- | ------------------------------------------------------- | ------------------------------------------------------- | ------------------------------------------------------- | ------------------------------------------------------- | ------------------------------------------------------- |
| Тип 96 модель 2-1 (A5M2a)                               | 1                                                       | 640                                                     | 2 × 7,7-мм пулемёта 2 × 30 кг бомбы                     | 11,0 × 7,545 × 3,20 м                                   | 1170 кг 1680 кг                                         | 426 км/ч на 3090 м                                      | 6 мин 50 сек до 5000 м                                  | ?                                                       | ?                                                       |
| Тип 96 модель 24 (A5M4)                                 | 1                                                       | 710                                                     | 2 × 7,7-мм пулемёта 2 × 30 кг бомбы                     | 11,0 × 7,56 × 3,27 м                                    | 1216 кг 1671 кг                                         | 435 км/ч на 3000 м                                      | 3 мин 35 сек до 3000 м                                  | 9800 м                                                  | 1200 км                                                 |
| Тип 0 модель 21 (A6M2)                                  | 1                                                       | 940                                                     | 2 × 20-мм пушки, 2 × 7,7-мм пулемёта 2 × 60 кг бомбы    | 12,0 × 9,06 × 3,05 м                                    | 1600 кг 2410 кг                                         | 534 км/ч на 4550 м 333 км/ч                             | 7 мин 27 сек до 6000 м                                  | 10 000 м                                                | 1872/3104 км (нормальная/максимальная)                  |
| Бомбардировщики корабельного базирования                |                                                         |                                                         |                                                         |                                                         |                                                         |                                                         |                                                         |                                                         |                                                         |
| Тип 96 (D1A2)                                           | 2                                                       | 730                                                     | 3 × 7,7-мм пулемёта 1 × 250 и 2 × 30 кг бомбы           | 11,4 × 9,3 × 3,411 м                                    | 1516 кг 2500 кг                                         | 309 км/ч 222 км/ч                                       | 7 мин 51 сек до 3000 м                                  | 6980 м                                                  | 926 км                                                  |
| Тип 99 модель 11 (D3A1)                                 | 2                                                       | 1000                                                    | 3 × 7,7-мм пулемёта 1 × 250 и 2 × 30 кг бомбы           | 14,365 × 10,195 × 3,847 м                               | 2408 кг 3650 кг                                         | 387 км/ч 296 км/ч                                       | 6 мин 27 сек до 3000 м                                  | 9800 м                                                  | 1473 км                                                 |
| Ударные самолёты корабельного базирования               |                                                         |                                                         |                                                         |                                                         |                                                         |                                                         |                                                         |                                                         |                                                         |
| Тип 97 модель 11 (B5N1)                                 | 3                                                       | 770                                                     | 1 × 7,7-мм пулемёт 450-мм торпеда или 800 кг бомб       | 15,518 × 10,3 × 3,7 м                                   | 2099 кг 3700 кг                                         | 350 км/ч 256 км/ч                                       | 7 мин 50 сек на 3000 м 15 мин 23 сек на 6000 м          | 7400 м                                                  | 1225/2150 км (нормальная/максимальная)                  |
| Тип 97 модель 12 (B5N2)                                 | 3                                                       | 1000                                                    | 1 × 7,7-мм пулемёт 450-мм торпеда или 800 кг бомб       | 15,518 × 10,3 × 3,7 м                                   | 2279 кг 3800 кг                                         | 378 км/ч 259 км/ч                                       | 7 мин 40 сек на 3000 м 13 мин 46 сек на 6000 м          | 7640 м                                                  | 1282/2281 км (нормальная/максимальная)                  |

#### Артиллерийское
Авианосец имел двенадцать 127-мм зенитных орудий тип 89 в шести спаренных установках (из которых пять были модели A1 и одна модели A1 второй модификации, с куполообразным защитным щитом). Все установки были размещены в спонсонах на уровне палубы зенитных орудий и автоматов. Для увеличения углов обстрела были сделаны небольшие вырезы в лётной палубе над орудиями, для защиты надстроек от собственной стрельбы имелись ограничители в виде трубчатых рам, которые должны были удерживать орудийные стволы от поворота в опасную зону. Четыре установки находились в носовой части корабля и две — в кормовой, в отличие от «Сорю» — симметрично по бортам. По правому борту они имели нечётные номера (1, 3, 5), по левому — чётные (2, 4, 6).
Нормальный боекомплект 127-мм унитарных выстрелов составлял 220 штук на орудие, максимальный — 232. Подача их из погребов (расположенных под броневой самой нижней палубой в носу и в корме, между погребами бомб и цистернами авиабензина) производилась элеваторами до перегрузочных постов (на которых размещались кранцы первых выстрелов, также они играли роль укрытий для расчётов), оттуда вручную подавались до расположенных рядом орудий подносчиками боеприпасов. Гильзы после выстрела сбрасывались в специальные выгородки под орудийными платформами, чтобы не мешать действиям расчётов. На шлюпочной палубе в корме для тренировки заряжающих находился зарядный станок. Управление огнём 127-мм орудий осуществлялось с двух отдельных командных постов, каждый из которых был оснащён СУАЗО тип 94 с 4,5-метровым дальномером. Пост управления орудиями левого борта находился в командном пункте ПВО в самом верхнем ярусе островной надстройки (также там имелся отдельный 1,5-метровый штурманский дальномер), аналогичный пост с правого борта — на башенке, установленной на палубе зенитных орудий и автоматов. Также на авианосце имелось четыре 110-см боевых прожектора тип 92 (три — на убирающихся под лётную палубу станках, четвёртый — на отдельном спонсоне справа от островной надстройки), два 60-см и два 20-см сигнальных прожектора, два 2-КВт топовых огня.
Малокалиберная зенитная артиллерия была представлена пятью спаренными и семью строенными автоматами тип 96 (всего 31 ствол), также находившихся в спонсонах, как и орудия. Они были сгруппированы в пять батарей:
- Первая из двух спаренных автоматов (№ 1 и 2) находилась под носовым срезом лётной палубы;
- Вторая из двух строенных автоматов (№ 3 и 5) — по правому борту перед первой дымовой трубой;
- Третья из двух строенных автоматов (№ 4 и 6) — по левому борту перед постом управления 127-мм орудиями;
- Четвёртая из трёх спаренных автоматов (№ 7, 9, 11, все с дымозащитными щитами) — с правого борта в районе передней антенной мачты;
- Пятая из трёх строенных автоматов (№ 8, 10, 12) — по левому борту перед передней антенной мачтой[41].

«Хирю» стал первым кораблём ЯИФ, получившим строенные 25-мм автоматы. Для обоих типов автоматов нормальный боекомплект составлял 2700 патронов на ствол, максимальный — 2800. Размещён он был в погребах в носовой и кормовой части корабля (под погребами 127-мм орудий). С помощью четырёх элеваторов боеприпасы поднимались до нижней палубы, оттуда вручную переносились до пяти элеваторов, доставляющих их непосредственно к батареям. Кранцы первых выстрелов располагались рядом с самими автоматами. Управление огнём 25-мм зенитных автоматов осуществлялось с пяти постов управления, оснащённых визирными колонками тип 95. Пост № 1 был расположен в самом носу, рядом с первой батареей автоматов, № 2 — слева от носового подъёмника, № 3 — справа от носового подъёмника, № 4 — слева от среднего подъёмника, № 5 — слева и дальше в корму от среднего подъёмника. Два поста размещались в закрытых башенках: № 1 для защиты от забрызгивания, № 3 для защиты от задымления.

### Экипаж и условия обитаемости
Штатный экипаж «Хирю» состоял из 1101 человека, в том числе 125 офицеров, младших офицеров специальной службы и мичманов и 976 старшин и матросов. Жилые, бытовые и служебные помещения располагались на четырёх палубах в носу и в корме, а также по левому борту от нижних ярусов ангаров. Такая схема их размещения была достаточно традиционной.
Каюта, салон и ванная адмирала находились в носу на верхней палубе, там же были размещены канцелярия штаба, рабочее помещение штабных офицеров и их каюты. Одноместные каюты командира авианосца, старшего помощника, командиров боевых частей и служб также были сосредоточены в носу на верхней и средней палубах. Командиры дивизионов размещались в двухместных каютах, находившихся на нижней палубе, младшие офицеры специальной службы — в многоместных каютах на средней палубе, по левому борту от ангара, мичманы — в кубрике на средней палубе в корме. Кубрики старшин и матросов находились на четырёх палубах: на верхней — № 1 (в носу), на средней — № 2 (в носу) и № 3-4 (в корме), на нижней — № 5-7 (в носу), № 8 (по левому борту от ангара) и № 9-10 (в корме), на самой нижней — № 11-16 (в носу) и № 18-22 (в корме). Лётный состав размещался в своих жилых помещениях: командир авиагруппы, командиры отрядов и эскадрилий в одноместных и двухместных каютах (на верхней палубе по левому борту от ангара), младшие офицеры в многоместных каютах (на средней палубе по левому борту от ангара), старшины и матросы в одном большом кубрике на 114 человек (на верхней палубе по левому борту от ангара). Все каюты и кубрики, включая расположенные на самой нижней палубе, имели иллюминаторы для естественных освещения и вентиляции, в дополнение к искусственным. В кубриках устанавливались трёхъярусные подвесные кровати с жёсткой рамой (к ним от традиционных гамаков японцы перешли на кораблях, строившихся по 1-й программе пополнения флота), а также шкафчики для личных вещей в расчёте на каждого матроса и старшину.
На авианосце имелись рефрижераторные камеры для хранения мяса, рыбы и свежих овощей. Для приготовления пищи на нижней палубе находились раздельные (для офицеров, мичманов и матросов) камбузы. Офицеры и мичманы имели свои кают-компании (располагались на средней палубе в носу и на нижней палубе в корме, соответственно), лётный состав располагал общей столовой (располагалась на верхней палубе, между каютами офицеров и большим кубриком старшин и матросов авиагруппы). Бани были размещены в носу на средней и нижней палубах (первая и вторая офицерские) и на нижней палубе по бортам от ангара (рядового состава). Как и в традиционных фуро, в них сначала мылись из тазиков, а затем погружались в ёмкости с горячей водой — но не в бочки, а в миниатюрные бассейны. Также на борту имелись механическая прачечная (на верхней палубе в корме) и швейная мастерская.
«Хирю» имел хорошо оборудованный медицинский блок на средней палубе слева и в корму от шахты среднего самолётоподъёмника. Он включал в себя все необходимые помещения: терапевтические кабинеты, рентген-кабинет, раздельные (для офицеров и матросов) лазареты, изоляторы и аптеку. В целом, Сидоренко и Пинак оценивают условия обитания на корабле как вполне достойные, несмотря на то, что очень большие площади в нём были отданы под хранение и обслуживание самолётов.

## История службы
После вступления в строй 5 июля 1939 года «Хирю» был приписан к ВМБ Сасэбо и получил позывные JQFA. Завершив боевую подготовку, 15 ноября того же года он был зачислен в состав 2-й дивизии авианосцев (вместе с «Сорю»).
С 26 марта по 1 мая 1940 года «Хирю» вместе с «Сорю» совершил поход к побережью Китая, его авиация занималась непосредственной поддержкой японских войск. В середине мая он прошёл докование в Сасэбо, с июня по сентябрь участвовал в манёврах, как вместе с «Сорю», так и отдельно. 17 сентября авианосец покинул Йокосуку для прикрытия оккупации северной части Французского Индокитая, зашёл в порты Мако и Самах, и 6 октября вернулся на базу. 11 октября «Хирю» участвовал в императорском смотре флота в Иокогаме, посвящённом 2600-летию основания японского государства легендарным императором Дзимму. С 5 по 19 ноября авианосец прошёл докование.
1 февраля 1941 года 2-я ДАВ покинула порт Ивакуни и отправилась в поход в Южно-Китайское море, прибыв в залив Ариакэ 12 марта. 10 апреля все три ДАВ с пятью имеющимися авианосцами были переподчинены новой структуре — Первому воздушному флоту вице-адмирала Нагумо. С 29 марта по 14 апреля «Хирю» снова прошёл докование.
10 июля 1941 года 2-я ДАВ вышла из Йокосуки и 16-го прибыла в Самах на острове Хайнань, зайдя по пути в Мако. В рамках операции «Фу» она с 24 июля поддерживала переброску японских войск в Французский Индокитай, став на якорь 30-го в Кап Сен-Жак. Затем оба авианосца, зайдя в Самах, перешли в Сасэбо 7 августа. С 11 августа «Хирю» участвовал в манёврах у побережья острова Кюсю и в Йокосуку вернулся только 8 сентября. Там он с 1 по 8 октября прошёл докование. 24 октября 2-я ДАВ покинула Йокосуку и 7 ноября прибыла в Курэ (с промежуточными заходами в Кусикино и залив Ариакэ). После пополнения запасов 16 ноября она перешла в Саэки, где авианосцы приняли на борт авиагруппы. 18 ноября «Хирю» и «Сорю» покинули Саэки и 22-го стали на якорь в заливе Хитокаппу на острове Эторофу — условленном месте сбора кораблей для проведения Гавайской операции.

### Захват Уэйка и действия в Нидерландской Ост-Индии
После завершения Гавайской операции эскадра Нагумо легла на обратный курс. Однако 16 декабря 1941 года от неё отделились 2-я ДАВ, 8-я ДКр («Тонэ» и «Тикума») и 17-й ДЭМ («Таникадзэ» и «Уракадзэ»). Задачей этого соединения под командованием контр-адмирала Хироаки Абэ было подавление американской обороны на острове Уэйк, первая попытка захвата которого закончилась неудачей. Рано утром 21 декабря на удалении в 250 морских миль от острова «Хирю» и «Сорю» подняли 29 пикирующих бомбардировщиков D3A1 и 18 истребителей A6M2 (в том числе 15 D3A1 и 9 A6M2 под командованием капитан-лейтенантов Кобаяси и Ноно с «Хирю», ещё два B5N2 с него выполняли задачу лидирования волны). К Уэйку эта волна вышла около 8:50 и атаковала расположенные на нём зенитные батареи. Заметного урона американцам этот налёт не нанёс, японские же потери благодаря внезапности также были минимальными — только два D3A1 с «Сорю» были повреждены огнём 12,7-мм зенитных пулемётов.

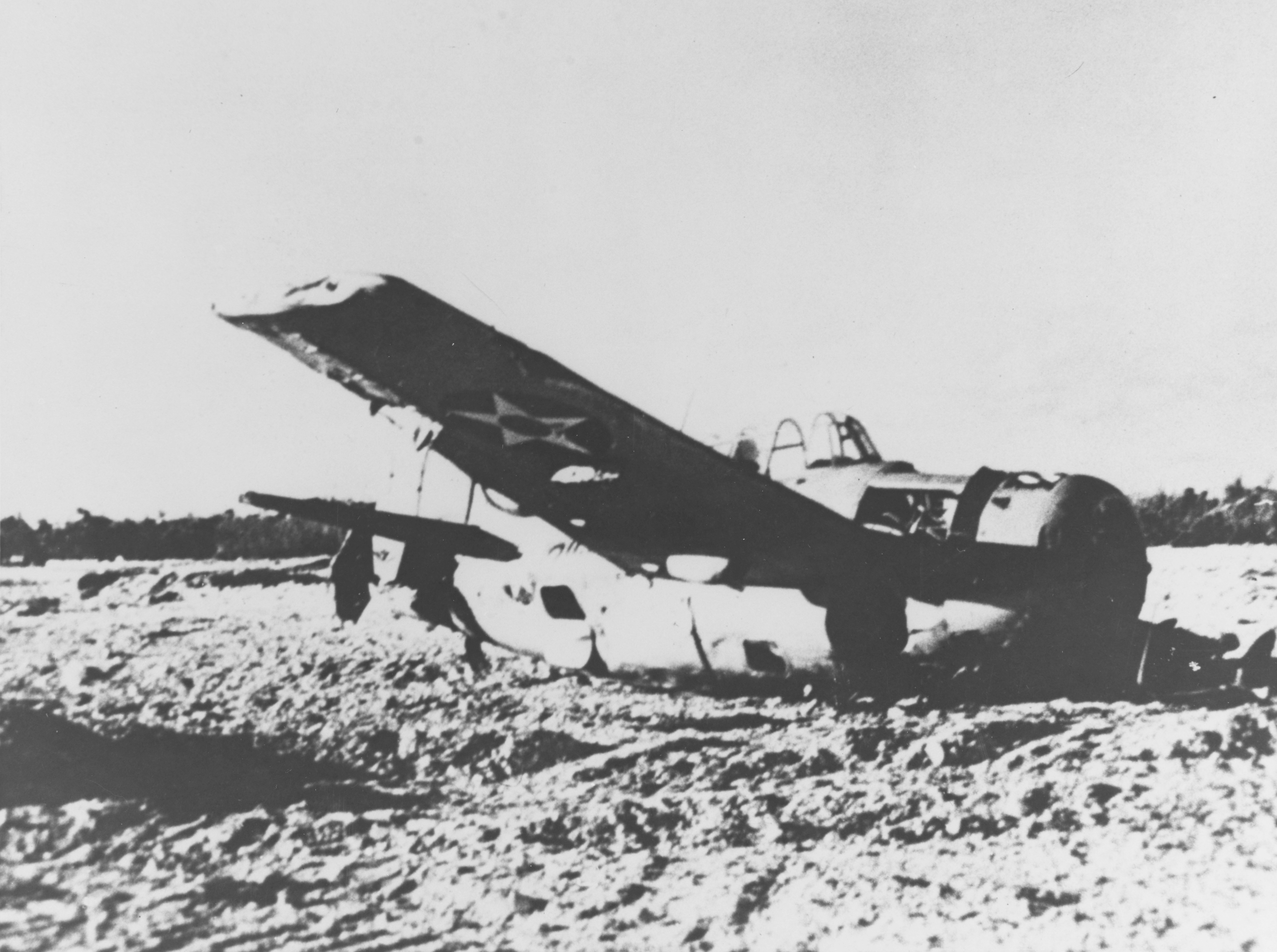
Остов истребителя F4F-3 (предположительно капитана Фреулера) на острове Уэйк

Результаты первого удара Абэ и Ямагути посчитали настолько успешными, что следующая волна, поднявшаяся с авианосцев около 9:00 22 декабря, включала 33 ударных самолёта тип 97 под прикрытием лишь шести истребителей тип 0 (в том числе 17 B5N2 под командованием капитана 3-го ранга Кусуми и 3 A6M2 под командованием капитан-лейтенанта Окадзима с «Хирю»). С Уэйка же взлетели оба уцелевших F4F-3 «Уайлдкэт» 211-й истребительной эскадрильи КМП США. Первый из них, управляемый капитаном Фреулером, последовательно сбил два B5N2 с «Сорю» и был повреждён при взрыве второго. Затем его обстрелял A6M2 старшины 3-й статьи Исао Тахара с «Хирю», после чего Фреулер пошёл на аварийную посадку. Второй истребитель, пилотируемый лейтенантом Дэвидсоном, тоже пытался атаковать бомбардировщики, но был сбит «Рэйсэнами». Налёт B5N2 снова не нанёс серьёзного ущерба американцам, огнём же 76,2-мм зениток была повреждена машина капитан-лейтенанта Абэ с «Сорю», которая села на воду.
На утро 23 декабря была намечена новая высадка на остров, и вылеты авиагрупп 2-й ДАВ обеспечивали её проведение. В 7:16 позиции защитников Уэйка атаковали поднявшиеся с «Сорю» 6 D3A1 под прикрытием 6 A6M2. Затем их сменила такая же по составу группа с «Хирю» под командованием капитан-лейтенантов Кобаяси и Ноно. В 9:10 на Уэйк сбросила бомбы девятка B5N2 с «Сорю», последние два вылета же совершили самолёты с «Хирю» — 9 B5N2 капитан-лейтенанта Мацумура под прикрытием 3 A6M2 лейтенанта Сигэмацу и 9 B5N2 капитана 3-го ранга Кусуми под прикрытием 3 A6M2 старшины 2-й статьи Ногути. В результате этих налётов и действий морской пехоты уже около 8:00 командовавший обороной капитан 2-го ранга Каннинхем приказал поднять белый флаг, последние защитники острова капитулировали к 13:30.
29 декабря 1941 года 2-я ДАВ прибыла в Курэ для ремонта и пополнения запасов. 12 января 1942 года с прикрытием из тяжёлого крейсера «Мая» и 7 эсминцев она снова вышла в поход. 17 января соединение прибыло на Палау, где простояло до 21-го. 23 января оно прибыло в район острова Амбон, где авианосцы подняли свои авиагруппы для атаки наземных объектов. Однако задачу выполнили только самолёты c «Хирю» (по 9 B5N2, D3A1 и A6M2 под командованием соответственно капитана 3-го ранга Кусуми и капитан-лейтенантов Кобаяси и Ноно), так как самолёты с «Сорю» из-за плохой погоды не смогли выйти к целям. 24 января налёт был проведён уже в полном составе (всего 54 машины — по 9 B5N2, D3A1 и A6M2 с каждого авианосца, эскадрильями с «Хирю» командовали соответственно капитан-лейтенанты Кикути, Ямасита и Сигэмацу), основным его результатом стала нейтрализация авиабазы союзников на Амбоне. В результате морская пехота без каких-либо помех высадилась и захватила Кендари на острове Сулавеси. 25 января 2-я ДАВ прибыла в порт Давао, а 27-го перешла на Палау.
Часть авиагрупп 2-й ДАВ (суммарно 18 A6M2, 9 D3A1, 9 B5N2) с момента захвата Кендари 25 января действовала с расположенного там аэродрома отдельно от авианосцев, поддерживая высадку на Тимор. 30 января этот сводный авиаотряд перебазировался в Баликпапан, а оттуда перелетел на Палау, где стояли «Сорю» и «Хирю».

## Командиры корабля
- 15.11.1939 — 15.11.1940 капитан 1 ранга (тайса) Итихэй Ёкокава (яп. 横川市平)[44];
- 25.11.1940 — 8.9.1941 капитан 1 ранга (тайса) Сикадзо Яно (яп. 矢野志加三)[44];
- 8.9.1941 — 5.6.1942 капитан 1 ранга (тайса) Тамэо Каку (яп. 加来止男)[51].